# Program Manager (Windows)

Program Manager di Windows for Workgroup 3.11

Program Manager è la shell di Windows introdotta nel 1990 in Windows 3.0 ed utilizzata fino a Windows NT 3.51. Nella prima versione di Windows 95 era ancora possibile scegliere di usare Program Manager al posto della nuova shell Explorer.
Fino a Windows 2.0 la shell era costituita da MS-DOS Executive, un file manager molto rudimentale. Con la versione 3.0 di Windows, la prima a godere di successo commerciale, Executive fu sostituito da Program Manager e da File Manager.
Program Manager è essenzialmente un programma contenente collegamenti ai programmi installati nel computer, ed era lanciato automaticamente all'avvio di Windows. Le icone dei programmi erano raccolte in "gruppi", cioè finestre figlie di Program Manager, secondo il modello "MDI" (Multiple document interface). Non era però possibile creare dei "sottogruppi".
I programmi contenuti in un gruppo speciale, denominato Avvio (Startup in inglese), venivano lanciati in automatico all'avvio di Windows.
L'eseguibile di Program Manager è rimasto presente anche in Windows 98, Windows Me, Windows NT 4.0 e Windows 2000. Un'eredità di Program Manager è presente tuttora in Explorer, perché è ancora supportata, per compatibilità, la possibilità da parte dei programmi di installazione di aggiungere icone al menu di avvio tramite il protocollo DDE, usando come nome di applicazione appunto Program Manager.